# Negin Khpalwak
Negin Khpalwak (Konar, 1997) è una direttrice d'orchestra afghana che guidava la Zohra, ensemble dell’Afghanistan National Institute for Music e prima orchestra interamente femminile afghana.
L'orchestra, che si era esibita nel febbraio 2017 al World Economic Forum (Forum economico mondiale) di Davos, in Svizzera, è fuggita dall'Afghanistan nel 2021 dopo il ritorno al potere dei Talebani e ha trovato rifugio a Lisbona.

## Biografia

### Primi anni
Nata a Kunar, una provincia nel nord-est dell’Afghanistan, fin da giovane Negin Khpalwak mostrò una grande passione per la musica, ma durante il dominio dei Talebani in Afghanistan la musica era vietata. Anche dopo il crollo del regime, molti Musulmani rimasero contrari alla musica, soprattutto se eseguita da donne. Essendo una donna di famiglia Pashtun, Negin non poteva mai condividere la sua passione. I suoi primi passi con la musica furono segreti finché rivelò finalmente il suo interesse al padre. A differenza degli altri membri della sua famiglia, lui la sostenne.
Negin a nove anni fu mandata all’Afghan Child Education and Care Organization (AFCECO), ossia l’organizzazione afgana per la cura e l’istruzione del bambino, a Kabul, dove ricevette un’istruzione. A 13 anni, venne accettata all’Afghanistan National Institute for Music fondato dal musicologo Ahmad Naser Sarmast. L'istituto era entrato in funzione nel 2010 grazie a contributi della Banca Mondiale e nel 2017 contava circa 200 studenti di cui 65 ragazze. Metà degli studenti erano ragazzi di strada o orfani.

### Carriera
Nonostante la pressione, l’intimidazione e le minacce ricevute dalla sua famiglia e dagli abitanti della sua città-natale quando suonava in pubblico, Negin Khpalwak superò tutto e diventò la prima direttrice d'orchestra dell’Afghanistan, alla guida l'orchestra femminile Zohra, dal nome della dea persiana della musica , ritenuta la prima orchestra interamente femminile del Paese.
L'orchestra di Kabul, formata da studentesse dell’Afghanistan National Institute for Music (ANIM - Istituto Nazionale di Musica dell'Afghanistan), suona sia strumenti musicali occidentali che afghani quali il sitar e il rubab e alternando un repertorio afghano a quello della musica classica occidentale.
Nel febbraio 2017 Negin Khpalwak diresse l'orchestra nella sua prima esibizione fuori dall'Afghanistan al Forum economico mondiale di Davos, in Svizzera, e nel successivo tour in Svizzera e Germania.
In un'intervista dell'aprile 2017 del giornale Women and Girls rilasciata da News Deeply, sottolineò il fatto di voler studiare in futuro musica all’estero e tornare in Afghanistan per fondare nuove orchestre.

### Fuga dall'Afghanistan
Ad agosto 2021, dopo la chiusura dell'ANIM e la caduta di Kabul nelle mani dei talebani, Negin Khpalwak è stata evacuata negli Stati Uniti assieme al marito Hamid Habibzada, anche lui musicista, e alla figlia Maram di tre anni. Nel dicembre successivo i membri dell'orchestra Zohra e i loro familiari hanno poi trovato rifugio in Portogallo, a Lisbona. Dopo essersi stabilita con la famiglia in Virginia, ha tenuto un concerto con l'orchestra sinfonica di Alexandria. Assieme ad altre attiviste cerca di mantenere alta l'attenzione sull'Afghanistan.